# Sukaluyu (Telukjambe Timur)
Sukaluyu is een bestuurslaag in het regentschap Karawang van de provincie West-Java, Indonesië. Sukaluyu telt 19.175 inwoners (volkstelling 2010).